# みなし仮設
みなし仮設（みなしかせつ）は、災害などにより、居住できる住家を失い、自らの資金では住宅を新たに得ることのできない被災者に対し、地方公共団体が民間賃貸住宅を借り上げて被災者に供与し、仮設住宅に準じるものとみなす制度。

## 概説
大規模な災害が発生した際、生活再建を目的として地方公共団体が民間住宅を借り上げて被災者に対して仮設住宅として供与し、その賃貸住宅を国や自治体が提供する仮設住宅に準じるものとみなす制度。
一般に仮設住宅と言うと、プレハブ平屋の仮設住宅を指すことが多い。民間賃貸住宅の借上げ（みなし仮設）が正式用語。みなし仮設住宅、借り上げ仮設とも呼ばれる。
特に被害が甚大だった東日本大震災では、最終的に従来型プレハブ仮設住宅42,951戸、地元工務店仮設住宅9017戸、みなし仮設住宅67,877戸というみなし仮設住宅がおおよそ半分の割合という結果となった。

### メリット
立地の自由度
被災者自らが探して申請することも出来、家賃の補助を受けることができる為、立地・条件の選択幅が広い。
コスト
既存の空室を利用するため、新たに建築するプレハブの仮設住宅よりもコストが低く抑えられる。
快適性
一般の賃貸住宅を利用する為、プレハブの仮設住宅より快適なことが多い。
建設地確保の必要性
既設の賃貸住宅を利用する為、新たな用地確保の必要が無い。

### デメリット
数の確保
被災時に空いている民間賃貸住宅が十分に確保できない。

## 近年のみなし仮設住宅

### 価格と広さ
自治体によって決められる。以下は2016年の熊本地震における熊本県のケース。
借上げ住宅の条件
1. 応急仮設住宅としての使用について貸主から同意を得ているもの
2. 管理会社等により賃貸可能と確認されたもの
3. 家賃　1ヶ月当たり原則6万円以下（対象世帯が5名以上（乳幼児を除く）の場合は9万円以下）

ただし、特別の事情がある場合においてはこの限りではない（御相談に応じます）。

### 期間
最長2年間

## 諸問題

### 孤立化
その時に空いている民間住宅をみなし仮設住宅として借り上げるため、ひとつの場所に集中して建てられる従来型の仮設住宅に比べて孤立しやすい。

### ペットの可否
民間住宅を借り上げるため、借り上げる民間賃貸住宅による。

## 海外の仮設住宅
アメリカのハリケーン・カトリーナでは、みなし住宅と似たような借り上げ住宅・家賃補助が実施された。
イタリア　シビルプロテクション　イタリアの対応官庁
アメリカ　アメリカ合衆国連邦緊急事態管理庁(FEMA) アメリカの対応官庁